# Houlletia unguiculata
Houlletia unguiculata är en orkidéart som beskrevs av Rudolf Schlechter. Houlletia unguiculata ingår i släktet Houlletia och familjen orkidéer.
Artens utbredningsområde är Colombia. Inga underarter finns listade i Catalogue of Life.